# Netscape 6
Netscape 6 bylo jméno pro proprietární multiplatformní balík webových aplikací společnosti Netscape Communications Corporation. Ve verzích 6.0 – 6.2.3 nahradil balík Netscape Communicator a později byl nahrazen Netscape 7. Byl založen na tehdy vyvíjeném balíku Mozilla (později přejmenovaném na Mozilla Suite). 
Obsahoval následující komponenty:
- webový prohlížeč
- e-mailový klient
- správu kontaktů
- HTML editor
- IRC klient
- klient na instant messaging

## Historie
V březnu 1998 byl uvolněn zdrojový kód balíku Netscape Communicator pod open-source licencí a byl založen projekt Mozilla. Na něm měl být postaven připravovaný prohlížeč verze 5.0, který měl vzniknout úpravou stávajícího zdrojového kódu. Jádro na vykreslování webových stránek, jeden z hlavních prohlémů webového prohlížeče balíku, mělo být upraveno. Úprava jádra nesla kódové označení Mariner.
Úprava existujícího kódu se však po čase ukázala jako neperspektivní a bylo ještě tentýž rok rozhodnuto začít nanovo. Projekt měl pracovní označení Mozilla a v rámci něj se vyvíjelo i nové renderovací jádro Gecko. Původní plány na vydání Netscape Communicatoru 5.0 byly společností Netscape zrušeny, což vedlo k velké nelibosti programátorů Netscape, kteří půl roku pracovali „zbytečně“.
Vzhledem k tomu, že vývoj začínal od začátku, trval dlouho a neustále se zpožďoval. Společnost AOL, v té době již vlastnící Netscape Communications Corporation, vydala 14. listopadu 2000 Netscape 6, který byl založen na vývojové verzí projektu Mozilla. Vydání se setkalo s velkou kritikou uživatelů, protože produkt byl vzhledem ke stádiu vývoje pomalý a plný chyb. V roce 2001 byly vydány verze 6.1 a 6.2, které opravovaly velkou část problémů, ale nesetkaly se s velkým ohlasem uživatelů.

## Přehled verzí
| Verze | Datum vydání       | Použitá verze Mozilly |
| ----- | ------------------ | --------------------- |
| 6.0   | 14. listopadu 2000 | Mozilla 0.6           |
| 6.01  | 9. února 2001      | Mozilla 0.6           |
| 6.1   | 8. srpna 2001      | Mozilla 0.9.2.1       |
| 6.2   | 30. října 2001     | Mozilla 0.9.4.1       |
| 6.2.1 |                    | Mozilla 0.9.4.1       |
| 6.2.2 |                    | Mozilla 0.9.4.1       |
| 6.2.3 | 15. května 2002    | Mozilla 0.9.4.1       |